# Uzbekneftegaz

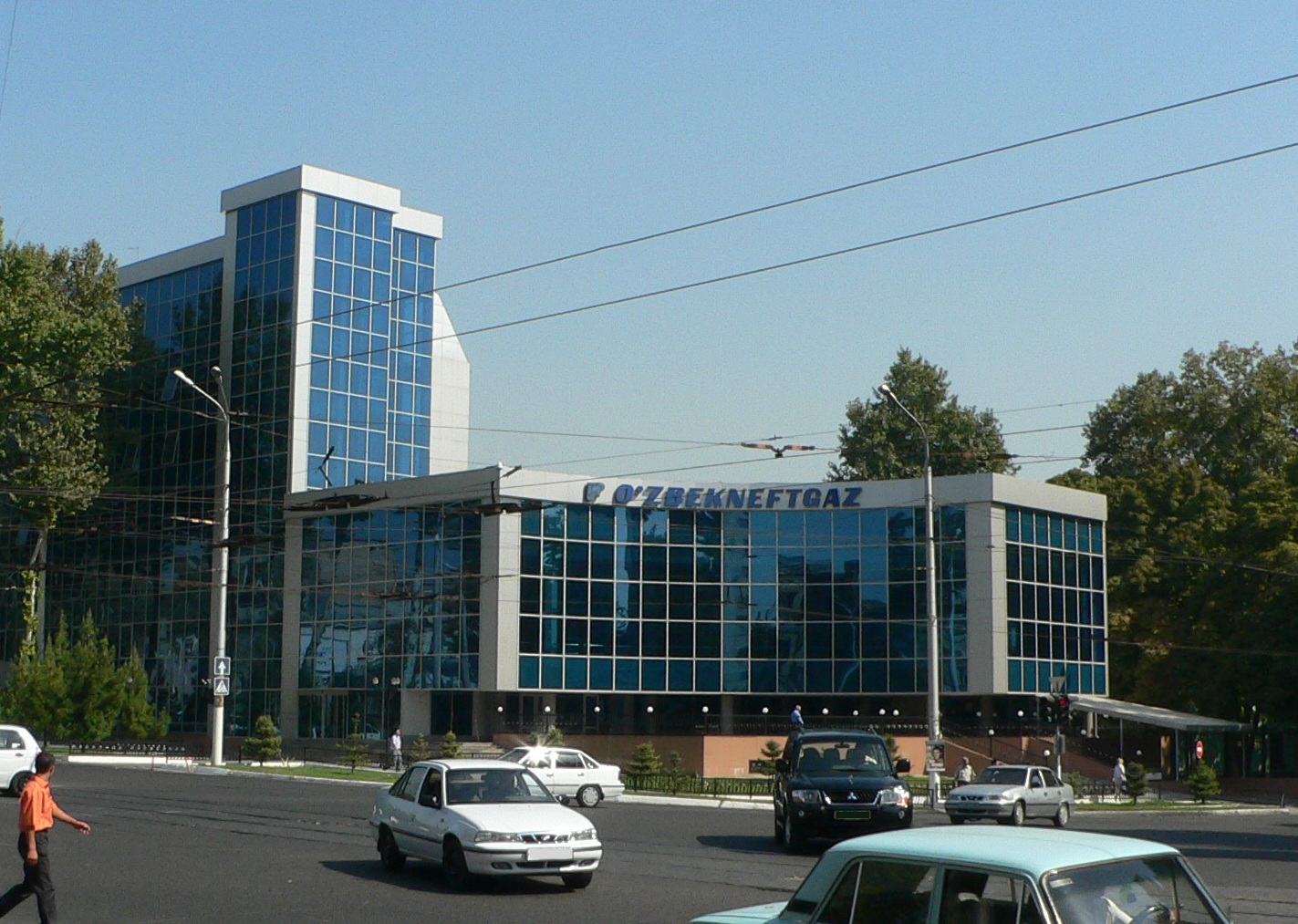
Edifício da Uzbekneftgaz em Tashkent, Uzbequistão

Uzbekneftegaz (NHC "Uzbekneftegaz" (National Holding Company), Usbeque: "O zbekneftgaz` "MXK (Milliy Xolding Kompaniyasi), russo: НХК" Узбекнефтегаз "(Национальная Холдинговая Компания)) é uma companhia estatal de petróleo do Uzbequistão e da indústria do gás .